# Werner Bartz
Werner Friedrich Theodor Bartz (* 28. April 1895 in Stettin; † 9. September 1967 in Flensburg) war ein deutscher Luftwaffenoffizier und -analytiker vor und in der Zeit des Nationalsozialismus.

## Karriere
Bartz war „ursprünglich“ Feldartillerist, erinnerte sich der Flugzeugträger-Konstrukteur Wilhelm Hadeler. Als Leutnant zur See war Bartz in der Seetransportabteilung der Reichsmarine zuständig für Aufklärung. 1927 veröffentlichte er als Oberleutnant a. D. das Heft Deutsche Luftrechtspolitik seit Versailles. Als „besonders kritisch“ gegenüber dem Pariser Luftfahrtabkommen von 1919 bewertete 2014 der Rechtswissenschaftler Marcus Schladebach diese Schrift.
Seit dem 1. Juni 1933 Oberleutnant zur See, oblag Bartz die Redaktion der von der Reichsdruckerei verlegten Marine-Luftflotten-Rundschau und eine Sammelstelle allen publizierten technischen und militärischen Materials über ausländische Luftflotten. Hadeler hielt ihn für „eine(n) der besten Kenner der Entwicklung der Seeluftstreitkräfte“ und erwähnt eine „Sammlung Bartz“. Bartz gehörte der Anti-Douhet-Fraktion an, die im Reichsluftfahrtministerium in der Minderheit war, und veröffentlichte eine entsprechende Schrift. Der italienische General und Luftkriegstheoretiker Giulio Douhet setzte auf die Luftwaffe als kriegsentscheidende Waffengattung.
1934 leitete Bartz als Major die Auslandspressegruppe, Teil der „Presse-Zentrale“ des Reichsluftfahrtministeriums in Berlin-Nikolassee, formal Teil des Generalstabs der Luftwaffe. 1935 wurde Bartz als Fliegerkapitän mit einem Vortrag über Flugzeugmutterschiffe angekündigt.
Ein 41-jähriger Offizier Werner Bartz mit Herkunftsangabe Stettin nahm vom 5. bis 8./9. Oktober 1936 an einem Hin- und Rückflug der Hindenburg von Frankfurt am Main nach Lakehurst bei New York mit etwa 54 Passagieren teil.
Im September 1939 war Bartz Oberstleutnant, 1941 Oberst, 1943 Oberst im Generalstab. 1943 erkrankte er, wurde an die Kriegswissenschaftliche Abteilung der Luftwaffe versetzt und dann dem Luftwaffenpersonalamt unterstellt; das Amt regelte die Entlassung versorgungsberechtigter Offiziere mangels Verwendungsmöglichkeit. 1944 schied der etwa 49-Jährige aus und wurde Wehrmachtspensionär.
Ab Dezember 1940 war Bartz Lehrbeauftragter für Luftpolitik des Auslandes am Deutschen Auslandswissenschaftlichen Institut in Berlin. Publikationen oder Vorträge von Bartz sind in den vom Institut herausgegebenen Bänden des Jahrbuchs der Weltpolitik nicht aufgeführt. Für 1941 ist eine Vorlesung über Luftkrieg belegt, für 1942 nichts. Nach seiner Erkrankung löste ihn 1943 General der Flieger Wilhelm Haehnelt ab.
In einer hessischen Versorgungsakte mit Laufzeit von 1946 bis 1986 ist das Geburtsdatum des in Kassel wohnenden Oberst a. D. Werner Bartz mit dem 28. April 1895 angegeben. Das gleiche Datum nennt ein Eintrag in einer „Forscherkartei“ des 1937 gegründeten Reichsforschungsrates. Das Adressbuch von Kassel weist für 1949 einen Angestellten Werner Bartz aus, unter der gleichen Adresse 1951 als Oberst a. D.

## Harro Schulze-Boysen über Bartz
Der im Reichsluftfahrtministerium arbeitende Widerstandskämpfer Harro Schulze-Boysen war ab 1934 Adjutant von Bartz. In den Briefen an seine Eltern erwähnte Schulze-Boysen seinen direkten Vorgesetzten oft. Schulze-Boysens Biograf Norman Ohler schloss aus der Durchsicht der Briefe, dass Bartz und dessen Vorgesetzter Hilmer Freiherr von Bülow „keine fanatischen Nazis“ waren, „sondern Fliegerleute mit Leib und Seele“, die sich, wie Schulze-Boysen 1934 schrieb, „geradezu rührende Mühe“ um den Neuankömmling in der kleinen Dienststelle mit nur wenigen Personen machten.
Schulze-Boysen bezeichnete Bartz später als „auch weiterhin riesig nett“. Bartz förderte ihn 1937 mit einer „sehr“ ehrenden Beurteilung zur Auswahl als Reserveoffizieranwärter. „Mit Bartz verstehe ich mich sehr gut. Ich kann eigentlich im Dienst machen, was ich will“, schrieb er 1940. Nach Schulze-Boysens Versetzung 1941 sei Bartz darüber „verbittert“ gewesen, dass man ihm sein „langjähriges Gehirn einfach so wegholte.“ Noch im Mai 1942, kurz vor seiner Verhaftung und Hinrichtung, notierte Schulze-Boysen nette Unterhaltungen „um den guten alten Bartz herum“. Er erwähnte Erholungsaufenthalte Bartz' in Warnemünde 1935 und in Bad Ems 1936, und 1937, dass sich Bartz mit Verabschiedungsgedanken trage. In den gedruckt vorliegenden Briefen Schulze-Boysens wird Bartz' Gesundheitszustand nicht erwähnt.

## Verwechslungen und Namensgleichheiten

### Geburtsdaten
Im Standardwerk Gesamtverzeichnis des Lehrkörpers der Berliner Universität gab der Bibliothekar Johannes Asen 1955 an, der von 1940 bis 1944 als Lehrbeauftragter für Luftpolitik des Auslands tätige Werner Bartz sei am 4. Februar 1903 in Leichholz im Landkreis Weststernberg, Provinz Brandenburg geboren. Ein Geburtsjahr 1903 des Offiziers nennen auch die Forscher Karl-Heinz Domdey und Gideon Botsch. Einem zeitgenössischen Studentenverzeichnis zufolge studierte Werner Bartz aus Leichholz in Brandenburg im Wintersemester 1922/23 Medizin an der Universität München. Es handelt sich auch nicht um den 1926 von der Humboldt-Universität Berlin promovierten Mediziner Werner Bartz; dieser wurde am 11. Februar 1898 in Berlin-Lichtenberg geboren. Der Offizier Werner Bartz führte keinen akademischen Titel.

### Karl Bartz
In der Literatur über die Rote Kapelle, Harro Schulze-Boysen und Libertas Schulze-Boysen wird Werner Bartz oft mit dem Militärschriftsteller Karl Bartz (1900–1956) gleichgestellt. Auch als Verfasser von Werner Bartz' Aufsatz Gedanken über Luftkriegsführung, 1936 mit der Autorenangabe „Major (E) im RLM Bartz“ erschienen, wird in der Fachliteratur wiederholt Karl Bartz genannt. RLM war die Abkürzung für das Reichsluftfahrtministerium, (E) ab 1935 stand bei ehemaligen Offizieren für das Ergänzungsoffizierskorps, meist im Innendienst.

### Weitere Personen
Oberst Werner Bartz ist ferner nicht zu verwechseln mit Oberst Erwin Bartz (1911–1988), dem in der frühen Literatur auch ohne Vornamen genannten und wenig bekannten ersten Leiter des 1961 gegründeten Armeemuseums der DDR in Potsdam. Das Bildnis eines Werner Bartz, im Katalog der Staatsbibliothek zu Berlin nicht näher bezeichnet, zeigt einen Buchbinder des Hauses, der auch Soldat im Zweiten Weltkrieg war.

## Veröffentlichungen
- Deutsche Luftrechtspolitik seit Versailles. (= Völkerrechtsfragen. Heft 19). Dümmler, Berlin 1927. (Ausgabe 1926)
- Einsatz der Luftstreitkräfte (Kritik des Douhetismus). (= Abhandlungen der Deutschen Gesellschaft für Wehrpolitik und Wehrwissenschaften. Nr. 17). Deutsche Gesellschaft für Wehrpolitik und Wehrwissenschaften, Berlin 1934.
- Kriegsflugzeuge, ihre Aufgaben und Leistungen. In: Militärwissenschaftliche Rundschau. Band 1, 1936, S. 204–229.
- Gedanken über Luftkriegsführung. In: Die Luftwaffe. Militärwissenschaftliche Aufsatzsammlung. Heft 2, 31. März 1936, S. 5–14.
- Flugzeugschiffe. In: Hansa. Band 73, 1936, S. 911–915.